# Alexandru Mironov
Alexandru Mironov (n. 27 ianuarie 1942, Vertiujeni, județul Soroca, România, astăzi în raionul Florești, Republica Moldova) este un scriitor, jurnalist și politician român, fost ministru al tineretului și sportului (1993-1996).

## Biografie
A urmat liceul „Nicolae Bălcescu" (cunoscut în perioada interbelică și post 1989 ca Liceul Carol I) din Craiova, absolvind, apoi, Facultatea de Matematică a Universității din București (cursurile le începe la Universitatea din Craiova).
A practicat scrima, ajungând vicecampion național. În anii '90 a fost președinte al Federației Române de Scrimă.
A desfășurat o bogată activitate de popularizare a științei și a „science fiction"-ului în cadrul Radiodifuziunii și a Televiziunii Române, în principal ca realizator al emisiunii săptămânale „Știință și imaginație" de pe TVR 1, prezentată împreună cu Mihai Bădescu. A publicat 16 volume și este autorul a circa 1.000 de articole cu caracter de popularizare a științei. A deținut diverse funcții în redacția revistei Știință și tehnică (un timp Director Onorific), în prezent făcând parte din consiliul editorial și semnând articolele editoriale ale revistei, sub titlul „În direct cu NASA”. Realizează emisiunea săptămânală „Deschide cartea” la postul de televiziune TVRM.
Este sau a fost președinte al Asociației Române de S.F., Pro Con S.F., membru al World S.F., al Asociației Internaționale a Profesioniștilor din S.F., delegat național al Societății Europene de S.F.
S-a numărat printre consilierii președintelui Ion Iliescu.
În perioada 28 august 1993 - 11 decembrie 1996 a fost ministru al tineretului și sportului.
Din decembrie 2004 a fost numit de președintele României Ion Iliescu în conducerea Institutului Revoluției Române.
Este editorialist principal al revistei "Știință și tehnică".

## Cărți publicate
- Enigmatic, pămîntul (Editura Scrisul Românesc, București, 1977; ediția a II-a, Editura InterContempPress, 1997);
- Alfa - O antologie a literaturii de anticipație românești (Editura Scrisul Românesc, Craiova, 1983) - în colaborare cu Radu Honga și Ion Ilie Iosif;
- Nici un zeu în cosmos : culegere de texte de anticipație pe teme ateiste (Editura Politică, 1985) - în colaborare cu Mihai Bădescu;
- O planetă numită anticipație (Editura Junimea, 1985) - în colaborare cu Dan Merișca;
- Proiecte planetare (Editura Albatros, 1988; ediția a II-a, Editura pentru Știință SIT, 2006) - în colaborare cu Alexandru A. Boiu;
- Întîmplări din mileniul III (Editura Ion Creangă, 1989);
- Cronici metagalactice (Editura Tehnică, 1990) - în colaborare cu Ștefan Ghidoveanu;
- Cronici microelectronice (Editura Tehnică, 1990) - în colaborare cu Ștefan Ghidoveanu și Mihai Bădescu;
- Laboratoarele lumii de mîine (Editura Editis, 1992);
- În direct cu NASA (Editura pentru Știință SIT, 2006);
- Lumea dupa Google (Editura Nemira, 2013).

## Vezi și
- Antologia science-fiction Nemira '94
- Antologia science-fiction Nemira '96